# Енуклеация
Енуклеация е медицински термин, който означава пълното отстраняване на определена структура от организма.

### Видове енуклеация:
1. Офталмологична енуклеация – премахване на очната ябълка, като мускулите и орбитата остават незасегнати. Извършва се при тежки травми, злокачествени тумори (например меланом) или нелечима болка.
2. Хирургична енуклеация на тумор – премахване на туморна маса без увреждане на околните тъкани, ако това е възможно.
3. Клетъчна енуклеация – премахване на ядрото на клетка, което се използва в изследвания и клониране.

Това е прецизна процедура, която изисква внимателно изпълнение, за да се избегнат усложнения.